# Kék korszak
A Kék korszak című album Csepregi Éva 1987-ben megjelent stúdióalbuma, melyet a Törökbálint "P" Stúdióban rögzítettek. Az albumon található Párizsi lány című dalból készült videóklip magyar és angol nyelven is, mely 1989-ben Runaway címmel Németországban megjelent kislemezen is. Az album CD-n nem jelent meg.
1987-ben az album a 2. helyen végzett. A Párizsi lány című dal pedig az 1. helyezett volt 1987 legjobb 20 dala között.

## Megjelenések
LP  Magyarország Profil – SLPM 37074
1. Kék korszak 3:48
2. Szeret vagy nem szeret 3:14
3. Több mint két napon át 4:51
4. Lángol még 3:17
5. László 4:32
6. Párizsi lány 3:22
7. Szédült világ	4:05
8. Ég veled 4:37
9. Dobd le 3:50
10. Maradj még 4:14

## Feldolgozások
- 2000-ben a Groovehouse nevű zenekar feldolgozta a Párizsi lány című dalt.[5]

## Külső hivatkozások
- A Párizsi lány című dal magyar változata[6]
- A Párizsi lány című dal angol változata[7]
- Dalszöveg[8]